# Катастрофа Ан-10 під Харковом
Катастрофа Ан-10 під Харковом — авіаційна катастрофа, що сталася 18 травня 1972 року. Авіалайнер Ан-10А авіакомпанії «Аерофлот», що виконував рейс SU-1491 по маршруту Москва — Харків, розбився поблизу села Руська Лозова в Дергачівському районі Харківської області неподалік від обласного центру, за 24 кілометри від аеропорту Харкова. Загинули всі, хто перебував на його борту, 122 людини — 115 пасажирів і 7 членів екіпажу.
Це найбільша, а також остання катастрофа літака Ан-10, експлуатація якого була незабаром припинена.

## Літак
Ан-10А (реєстраційний номер СРСР-11215, заводський 0402502, серійний 25-02) був випущений Воронезьким авіазаводом 3 лютого 1961 року. Через 4 дні був переданий авіакомпанії «Аерофлот» (Українське УГА, Харківський ОАЗ). Оснащений чотирма гвинтовими двигунами АІ-20 КБ «Прогрес» ім. А. Г. Івченко (Запоріжжя). На день катастрофи літак здійснив 11105 циклів «зліт-посадка» і налітав 15483 години.

## Екіпаж і пасажири
Склад екіпажу рейсу 1491 (87-й льотний загін) був таким:
- Командир повітряного судна — Володимир Опанасович Васильцов.
- Другий пілот — Андрій Юхимович Бурковський.
- Штурман — Олександр Стефанович Гришко.
- Бортінженер — Володимир Сергійович Щокін.
- Бортрадист — Костянтин Володимирович Пересичанський.

У салоні літака працювали дві стюардеси:
- Лідія Сидорівна Даншіна,
- Людмила Дем'янівна Кулєшова.

Також на борту перебував супроводжуючий МВС Іван Леонтійович Медведюк.
Серед пасажирів на борту літака перебували відомий артист-пародист Віктор Чистяков і колишній чоловік актриси Вікторії Лепко Борис Ришковський.

## Катастрофа
О 10:39 EET рейс 1491 вилетів з аеропорту «Внуково». Політ проходив за сприятливих метеоумов (ясна погода). Об 11:44 на підльоті до аеропорту Харкова екіпаж підтвердив диспетчеру отриману вказівку на зниження до висоти 1500 метрів у район 3-го розвороту, посадковий курс 263°, і це був останній сеанс зв'язку з літаком. Об 11:53 мітка літака зникла з екрана радара.
Під час зниження з висоти 4500 до 1500 метрів на висоті 1700 метрів лайнер розсипався на частини і впав на землю. Уламки літака були виявлені за 24 кілометри від аеропорту Харкова, у районі між селами Борщова і Руська Лозова Дергачівського району Харківської області. Усі 122 людини (115 пасажирів і 7 членів екіпажу) загинули.

## Розслідування
Під час роботи в аеропорту Харків Урядової комісії з розслідування причин катастрофи було встановлено, що причиною катастрофи стало руйнування центроплана крила в повітрі через розрив нижньої панелі центроплана, викликаних втомою тріщин стрингерів і обшивки.
Згідно з висновком Урядової комісії, аварійна ситуація на борту виникла за хвилину до початку руйнування. Тріщина, що почалася у втомній зоні між 6-м і 7-м стрингерами нижньої панелі центроплана, просунулася в обидві сторони і стала переходити на лонжерони. У цей момент зруйнувалася нульова нервюра, яка з'єднувала приклепані до панелі стрингери. У результаті консолі крила літака склалися вгору.
З висновку:
|  | — Першим відокремився від лівої площини двигун № 1. Приблизно через дві секунди відокремився від правої площини двигун № 4. — Приблизно через три секунди після відділення двигуна № 1 від фюзеляжу відокремилася ліва площина. — Права площина відокремилася від фюзеляжу останньою, приблизно через чотири секунди з моменту початку видимих руйнувань (відділення двигуна № 1). Загальна тривалість видимих руйнувань склала 4 сек. Відстань від початку падіння до точки падіння — 3400 метр. Літак Ан-10А бортовий номер СРСР-11215, заводський номер 0402502 випущений Воронезьким авіаційним заводом 3 березня 1961 року до моменту події налітав 15 435 годин, зробив 11 106 посадок, пройшов три заводських ремонти — останній 2 березня 1971 року на заводі № 412 цивільної авіації. Після ремонту налітав 2291 годину, виконав 1516 посадок. Літак мав загальнотехнічний ресурс 20 000 годин нальоту, 12 000 посадок. |

## Наслідки катастрофи
Авіакатастрофа під Харковом була не першою катастрофою Ан-10; крім того, траплялися й авіаподії через недоліки конструкції (причиною катастрофи Ан-10А поблизу Ворошиловграда також було руйнування крила; в аеропорту Курумоч (місто Самара) було відламало крило в Ан-10 під час буксирування).
Після проведеного розслідування і встановлення причин авіакатастрофи під Харковом було прийнято рішення про призупинення експлуатації Ан-10 і Ан-10А. Незабаром вийшов наказ по «Аерофлоту» про списання основного парку Ан-10 і Ан-10А за винятком невеликої кількості літаків найостанніших серій із незначним нальотом (вони після техогляду були передані транспортним підрозділам Міністерства авіаційної промисловості для перевезення термінових вантажів). Один з Ан-10 на полігоні Вітшток (16-та повітряна армія Групи радянських військ у Німеччині) використовувався в ролі цілі типу «Літак дальнього радіолокаційного стеження» на полі, імітувавши ворожий аеродром. 11 літаків типу Ан-10 і Ан-10А були встановлені в різних містах СРСР як літаки-пам'ятники, дитячі кафе, тири. До наших днів зберігся лише один Ан-10 — він знаходиться в музеї ВПС в Моніно.